# Litra P
 Denne artikel omhandler eksprestogslokomotiverne leveret til DSB mellem 1907 og 1910. For lokomotiverne leveret til Jysk-Fyenske Jernbaner i 1882-83, se Litra P 103-105 og 120-128.
Litra P er betegnelsen for to serier af damplokomotiver leveret til DSB i henholdsvis 1907-1909 og i 1910. Lokomotiverne blev erhvervet som eksprestogslokomotiver, og blev tegnet af DSB's maskinafdeling i København og bygget hos henholdsvis Hanomag og Swartzkopff i Tyskland. Senere blev syv af lokomotiverne ombygget til universallokomotivet Litra PR.

## Historie
Tekst mangler, hjælp os med at skrive teksten

## Litra PR
Tekst mangler, hjælp os med at skrive teksten

### Bevaring
PR 908 er bevaret ved Danmarks Jernbanemuseum. Lokomotivet er bygget i 1908 og ombygget i 1946. Museumstog påbegyndte en istandsættelse i 1994, og i juni 1997 blev det sat i revision. Lokomotivet er placeret i Roskilde.

#### Tekniske data
- Styring: Heusinger
- Cylinderdiameter: HT 360 mm, LT 600 mm
- Slaglængde: 640 mm
- Max. kedeltryk: 13 atm
- Ildberørt hedeflade: 150 m2
- Overheder hedeflade: 46,6 m2
- Risteflade: 2,6 m2
- Adhæsionsvægt: 48,0 t
- Lokomotivets tjenestevægt: 78,6 t
- Tenderens tjenestevægt: 52,0 t

## Fodnoter
1. ↑  Der er lidt uenighed om hvor den sidste P-maskine kørte i ordinær drift. Jernbanen.dk angiver det som november 1968, Sundborg MJ angiver det som værende i 1966 og Steffen Dresler angiver det, i sin bog DSB litra P og PR - fra Atlantic til Pacific, som formentlig i december 1967. Der er dog enighed om at den sidste maskine i drift var P 917.
2. ↑  Lokomotivets højest tilladte fremføringshastighed var 120 km/t. Den gennerelle hastighedbegrænsning var dog før krigen på 90 km/t og senere 100 km/t. Fra 1951 blev den hævet til 110 km/t.
3. ↑  Der er tale om lokomotivernes samlede tjenestevægt som den var efter en række mindre ombygninger gennem deres levetid. Ved leveringen var den samlede tjenestevægt for P 901-919 og P 920-933 henholdsvis 116,6 t og 118,6 t.
4. ↑  Der er tale om lokomotivernes største akseltryk som det var efter en række mindre ombygninger gennem deres levetid. Ved leveringen var akseltrykket for P 901-919 og P 920-933 henholdsvis 16 t og 18 t.
5. ↑  Kedeltrykket var i 1925-1944 på P 901-909, og i 1925-1934 på P 910-919 nedsat til 13 kp/cm3.
6. ↑  Lokomotiverne blev leveret uden fødevandsforvarmere, men var fra 1922-1927 forsøgsmæssigt udstyret med Sytem Knorr på P 908 og 911, og System Worthington på de andre maskiner. På trods af store energibesparelser blev begge dele afmonteret igen som følge af for store vedligeholdelsesomkostninger. Fra 1941-1944 forsøgte man sig dog igen med en System Knorr i en anden udformning på P 914.